# Асака банк
Акционерное общество «Асакабанк» (узб. «Asakabank» Aksiyadorlik Jamiyati, «Асакабанк» Аксиядорлик Жамияти) — узбекский коммерческий банк образованный, в соответствии с Постановлением Кабинета Министров Республики Узбекистан № 424 от 7 ноября 1995 года «О создании специализированного государственно-акционерного общества „Асакабанк“, принятого в целях финансовой поддержки дальнейшего развития автомобилестроения, создания благоприятных условий для граждан Республики Узбекистан в приобретении автомобилей». Головной офис банка расположен в Ташкенте.

### Краткая история развития Банка
«Асакабанк» образован, в соответствии с Постановлением Кабинета Министров Республики Узбекистан № 424 от 7 ноября 1995 года «О создании специализированного государственно-акционерного коммерческого банка „Асакабанк“, принятого в целях финансовой поддержки дальнейшего развития автомобилестроения, создания благоприятных условий для граждан Республики Узбекистан в приобретении автомобилей».
В соответствии с Постановлением Кабинета Министров за № 118 от 26.03.1996 г. «О мерах по обеспечению эффективной деятельности СП „УзДЭУавто“» во всех областных центрах республики были открыты филиалы «Асакабанка». Постановлением Кабинета Министров Республики Узбекистан № 5 от 05.01.2001 года «Асакабанку» был придан статус универсального коммерческого банка.
На сегодняшний[какой?] день «Асакабанк» является вторым по величине капитала коммерческим банком в республике. Уставный фонд составляет 2098,9 млрд сум.

### Общая информация
Региональная сеть банка представлена 22 филиалами, 7 мини-банками по всей территории РУз, а также двумя центрами розничных услуг в городе Ташкент.
Количество обслуживаемых хозяйствующих субъектов — 45,1 тысяч. Среди них — представители различных отраслей и секторов отечественной экономики: автомобильная, металлообработка, горное дело, энергетика, строительный комплекс, хлопкоперерабатывающая промышленность и текстильное производство, фармацевтика, полиграфия, пищепром, сельское хозяйство, транспорт и связь, торговля и общественное питание, сфера услуг и другие.
«Асакабанк» участвует во внешнеэкономическом сотрудничестве, привлечению иностранных инвестиций в экономику Узбекистана. Корреспондентские отношения установлены с более чем 380 ведущими зарубежными банками.
Является членом государственных фондов, ассоциаций и международных организаций, таких как:
- Ассоциация Банкиров Азии (АБА)
- Ассоциация Финансовых Институтов Развития Азии и Тихого Океана (АФИРАТО)
- SWIFT
- REUTERS
- BLOOMBERG
- MASTERCARD (Principal Member)
- Международные системы денежных переводов (в этой области «Асакабанк» сотрудничает: с компанией ООО «НКО Вестерн Юнион ДП Восток» (Россия), РНКО «Платежный Центр» (Россия), банками «Юнистримбанк» (Россия), «Связь-банк» (Россия), ЗАО «Азия-Инвест банк» (Россия) и компанией «International Money Transfer» НКО (Америка))
- Ассоциация Банков Узбекистана
- Ассоциация лизингодателей Узбекистана
- Торгово-Промышленная Палата Республики Узбекистан
- Республиканская Фондовая Биржа «Ташкент»
- Республиканская Валютная Биржа
- Фонд Гарантирования вкладов населения РУз

По оценке Рейтингового агентства «Ahbor-Reyting», абсолютная конкурентная позиция «Асакабанк» на рынке Узбекистана по состоянию на 1 октября 2018 г.: доля в совокупных активах банковского сектора — 14,18 % (2-я позиция среди 28 субъектов банковского сектора), в собственном капитале банков — 12,50 % (2-я позиция); по кредитному портфелю банк занимает 14,73 % рынка (3-я позиция), инвестиционному портфелю — 19,82 % (2-я позиция), привлечённым депозитам — 11,32 % (2-я позиция).

### Награды и достижения Банка
Признавался лучшим банком в Узбекистане изданиями «Global Finance» (2005, 2006, 2007) «The Banker» (2005) и «Euromoney» (2005). На VIII ежегодной национальной выставке банковских услуг, технологий и оборудования «BankExpo-2015» «Асакабанк» признан победителем в номинации «Самый лучший банк, поддерживающий женское предпринимательство».
По результатам мониторинга рейтинга по итогам II квартала 2018 года рейтинговое агентство «Ahbor-Reyting» подтвердило Акционерному обществу «Асакабанк» кредитный рейтинг по национальной шкале на уровне uzA+ с прогнозом Стабильный.
1 октября 2021 года рейтинговое агентство «Ahbor-Reyting» присвоило АО «Асакабанк» кредитный рейтинг по национальной шкале на уровне uzA+ с прогнозом Стабильный.